# 薩姆普雷島

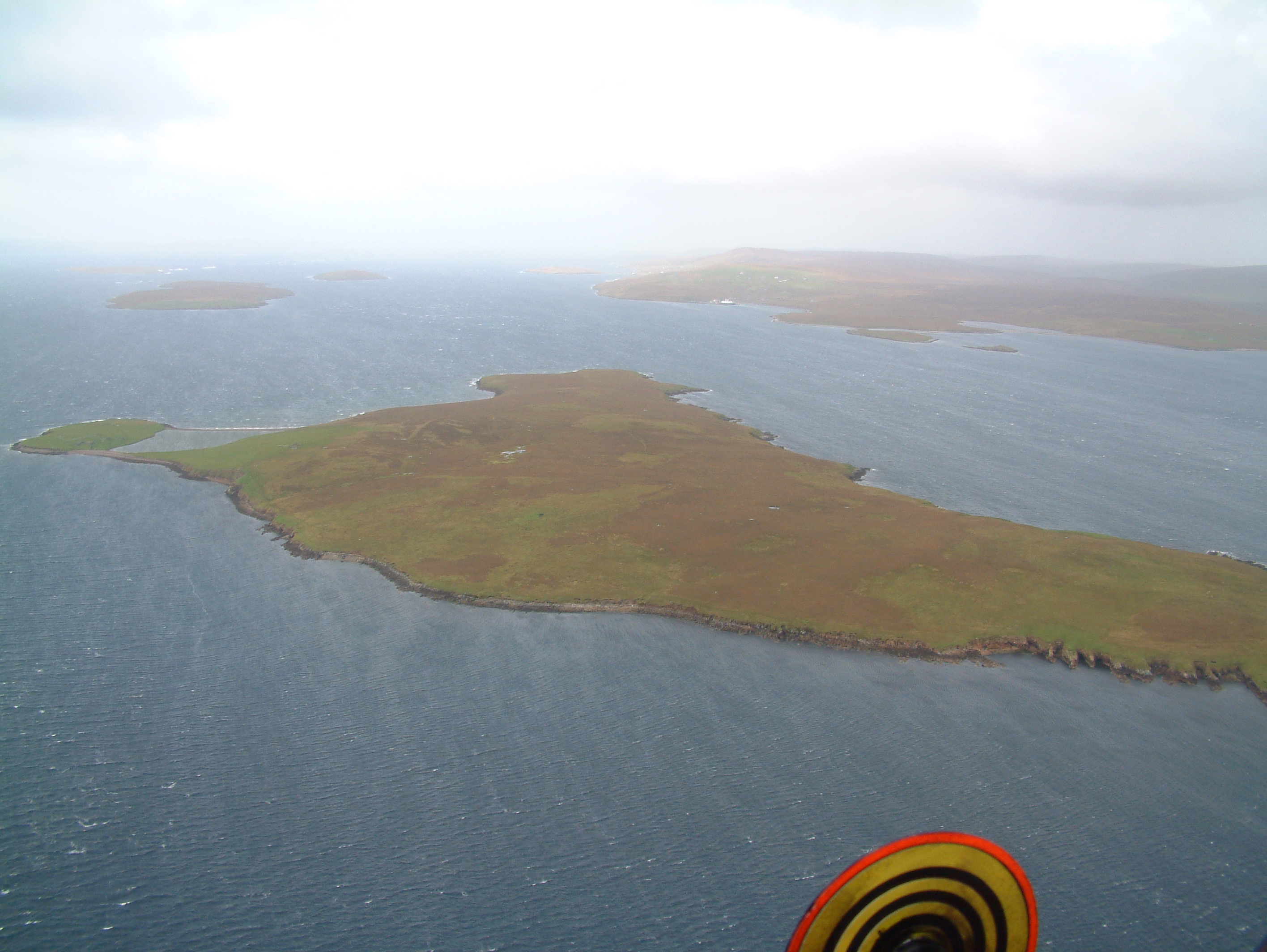

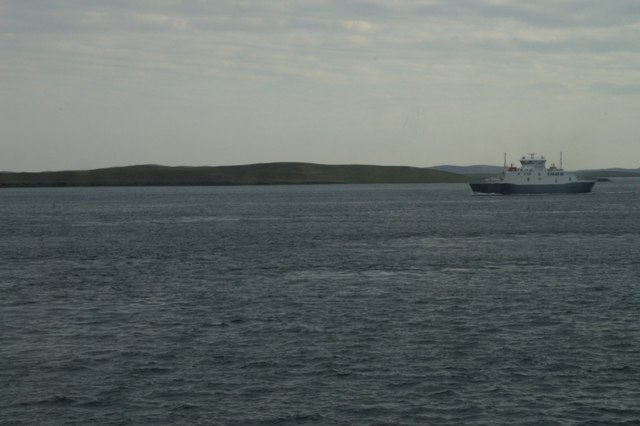

薩姆普雷島是蘇格蘭的島嶼，位於梅恩蘭島和耶爾島之間的大西洋海域，屬於昔德蘭群島的一部分，面積0.66平方公里，最高點海拔高度44米，島上無人居住。
60°28′N 1°9′W / 60.467°N 1.150°W